# لوئیس دونالدو کولوسیو
 لوئیس دونالدو کولوسیو (انگلیسی: Luis Donaldo Colosio؛ ۱۰ فوریهٔ ۱۹۵۰ – ۲۳ مارس ۱۹۹۴) یک سیاست‌مدار اهل مکزیک بود که وزیر توسعه اجتماعی این کشور بود.
در طول مبارزات انتخاباتی ریاست جمهوری مکزیک در یک تجمع انتخاباتی در تیهوانا در سال ۱۹۹۴ ترور شد